# Johann Heinrich Möller
Johann Heinrich Möller (* 14. Februar 1792 in Fröttstädt; † 12. März 1867 in Gotha) war ein deutscher Historiker, Orientalist, Archivar und Bibliothekar.

## Leben
Möller war Sohn eines Lehrers. Er erhielt seinen ersten Unterricht beim örtlichen Pfarrer, bevor er 1804 am Ernestinum Gotha aufgenommen wurde. Dort unterrichteten ihn unter anderem Friedrich Wilhelm Döring, Friedrich Jacobs und Friedrich August Ukert. Neben der Schule musste er mit seiner Mitgliedschaft im Schülerchor seinen Lebensunterhalt mitverdienen. 1813 wechselte er zum Studium der Theologie an die Universität Jena. Dort stand er insbesondere unter dem Einfluss von Georg Wilhelm Lorsbach, mit dem er im Sommer 1815 begann im Auftrag des Herzogs August von Sachsen-Gotha-Altenburg die orientalischen Handschriften zu übertragen, die ab 1804 von Ulrich Jasper Seetzen nach Gotha gesandt wurden. Im Wintersemester 1815 ging er an die Universität Göttingen, kehrte allerdings im Frühjahr 1816 nach Jena zurück, da Lorsbach im Sterben lag. Auf Vermittlung von Friedrich Jacobs widmete er sich weiter den Handschriften.
Möller wurde durch Herzog August mit einem Stipendium zum weiteren Studium an die Göttinger Hochschule geschickt. Dort nahm er außerdem Privatunterricht im Arabischen bei Thomas Christian Tychsen. Am 30. Mai 1817 erhielt er eine Stelle als Amanuensis an der Herzoglichen Bibliothek Gotha, an der er ein Jahr später zum Sekretär aufstieg. Zudem wurde er Gehilfe am Münzkabinett in Gotha. 1820/1821 verbrachte er vom Herzog unterstützt zum weiteren Studium in Paris. 1822 wurde er zudem Lehrer an der Handelsschule in Gotha. Unter Herzog Ernst I. von Sachsen-Coburg und Gotha wurde er 1830 zum Direktor des Kunst- und Naturalienkabinetts auf Schloss Friedenstein ernannt.
Möller wurde 1838 die Aufsicht über das Herzogliche Haus- und Staatsarchiv Gotha übertragen, wobei er seine Stelle als Lehrer aufgeben musste. 1842 erfolgte die Beförderung zum Archivrat und zweiten Bibliothekar in Gotha, allerdings verlagerte sich sein Arbeitsfeld vollständig auf die Herzogliche Bibliothek. Er starb unerwartet im Amt. Rufe als Professor der Orientalistik an die Göttinger Hochschule sowie nach Charkow hatte er abgelehnt.

## Ehrungen (Auswahl)
- Ehrenmitglied der Kaiserlichen Akademie der Wissenschaften zu St. Petersburg
- Ehrenmitglied der Gesellschaft für deutsche Alterthümer zu Halle
- Ehrenmitglied der Naturforschenden Gesellschaft des Osterlandes zu Altenburg

## Werke (Auswahl)
- Catalogus librorum tam manuscriptorum quam impressorum, 2 Bände, Glaeser, Gotha 1825–1826.
- De Numis Orientalibus In Numophylacio Gothano Asservatis Commentatio, 2 Bände Glaeser, Gotha und Flinzer, Erfurt 1826–1831.
- Geschichte von Frankreich., 5 Bände, Henning, Gotha 1827.
- Das Herzogliche Kunst- und Naturalien-Cabinet zu Gotha, Henning, Gotha 1833.
- Geographisch-statistisches Handwörterbuch über alle Theile der Erde, 2 Bände, Perthes, Gotha 1840–1846.
- Urkundliche Geschichte des Klosters Reinhardsbrunn : Reinhardsbrunn als Amt und Lustschloß, Müller, Gotha 1843. Nachdruck: 6. Auflage, Rockstuhl-Verlag. Bad Langensalza 2020, ISBN 978-3-936030-72-3.
- Historisch-biographisches Handwörterbuch: in vier Bänden. Band 1, Fleischer, Leipzig 1848.
- Gotha: Herzogthum und Stadt; in den Jahren 1756–1763; ein Beitrag zur Geschichte des siebenjährigen Kriegs, Müller, Gotha 1854.
- Klöster in Gotha. In: Zeitschrift des Vereins für Thüringische Geschichte und Alterthumskunde 4, 1860/1861, S. 45–112 (Kreuzkloster), 257–318 (Augustinerkloster). Nachdruck: Rockstuhl Verlag, Bad Langensalza 2012, ISBN 978-3-86777-487-1.
- Geschichte des Cistercienserklosters Volkenrode, Gotha 1863.
- Kloster Volkenroda : Geschichte des Cistercienserklosters Volkenrode bis 1862/63; die Erwerbungen und Besitzungen des Klosters Volkenrode 1865, Gotha 1862–1865, Nachdruck: Rockstuhl Verlag, Bad Langensalza 2011, ISBN 978-3-86777-402-4.